# Cale Yarborough
Pour les articles homonymes, voir Yarborough.
Statistiques en NASCAR Cup Series
Dernière mise à jour : 17 décembre 2016 
 Cale Yarborough, de son vrai nom William Caleb Yarborough, est un pilote américain de NASCAR né le 27 mars 1939 à Timmonsville en Caroline du Sud et mort le 31 décembre 2023 à Florence (Caroline du Sud).

## Carrière

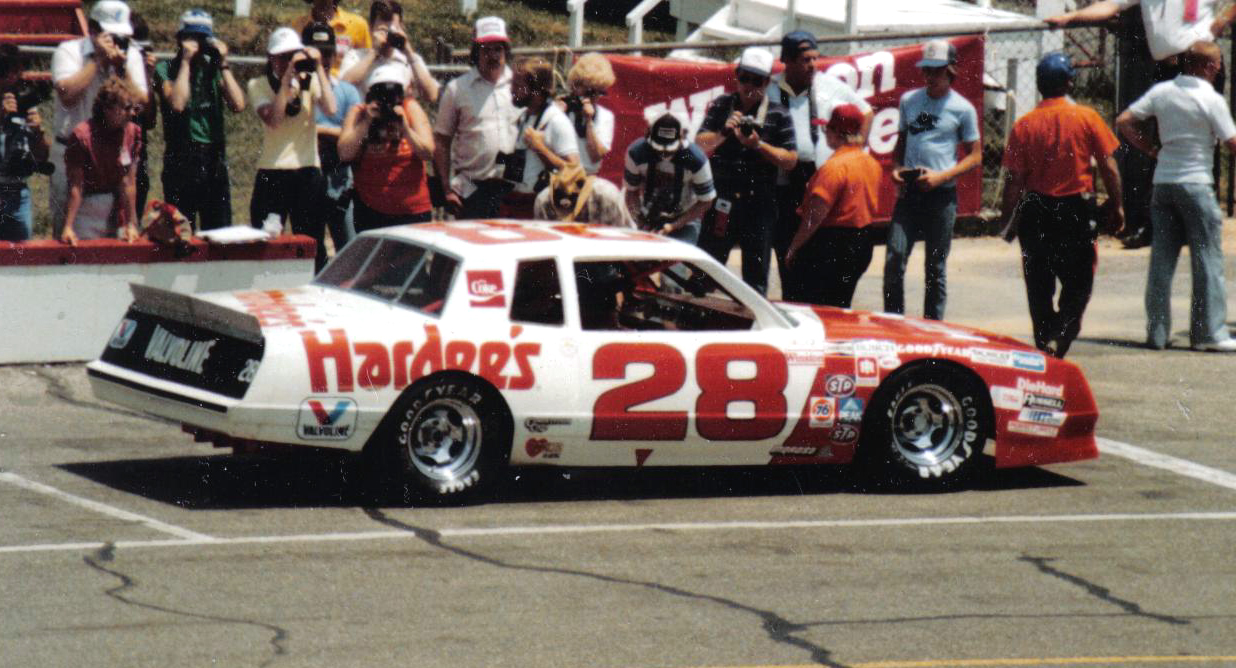
Voiture de Cale Yarborough en 1983.

Cale Yarborough commence sa carrière en 1957 et remporte trois championnats de la première division NASCAR Winston Cup en 1976, 1977 et 1978. En 31 saisons, il totalise 83 victoires (dont 4 Daytona 500) et 319 top 10. Yarborough a également participé aux 24h du Mans en 1981 ainsi qu'aux 500 miles d'Indianapolis à 4 reprises en 1966, 1967, 1971 et 1972.
Il joue un pilote de stock-car dans le film À plein tube aux côtés d'Elvis Presley et Nancy Sinatra en 1968.